# Frankliniella occidentalis
Frankliniella occidentalis hay còn được biết đến với tên tiếng Anh là Western flower thrips là một loài côn trùng có nguồn gốc từ miền tây nước Mỹ và truyền sang nhiều quốc gia trên thế giới, chúng được tìm thấy trong nhà kiếng ở nhiều nơi trên thế giới, gây thiệt hại rất lớn cho ngành nông nghiệp.

## Đặc điểm
Chúng sinh sản rất nhanh không cần sự giao hợp, ấu trùng không di động nhưng con trưởng thành mặc dù không có cánh nhưng di chuyển rất nhanh, đời sống của chúng khoảng 20 ngày, phát triển dân số rất mau, chúng phá hoại tế bào của cây làm cho cây cằn cỏi và chết, con thrips đẻ trứng lên trên trái cà lúc còn nhỏ, trứng nở thành ấu trùng sống bám vào trái tạo những vết trầy trên trái gây hư hại đáng kể.
Western flower thrips là tác nhân gây nên bệnh héo rủ cà chua (TSWV), do ấu trùng tạo nên, mặc dù là vậy nguyên do chính vẩn là con trưởng thành mang mầm bệnh gây nhiểm, bệnh héo rủ trên cà không di truyền, tuy nhiên trên những nơi bệnh có những dấu hiệu vi khuẩn có thể tái phát triển, con thrips nói chung cũng mang những phấn hoa đã lây nhiểm vi khuẩn từ những cây bị bệnh sang những cây không bị bệnh.